# Transformice
Transformice – komputerowa sieciowa gra plaformowa wyprodukowana w 2010 roku przez francuskie studio Atelier 801, projektu Mélanie Christin (Melibellule) oraz Jean-Baptiste’a Lemarchanda (Tigrounette). Transformice jest jedną z najbardziej rozpoznawalnych bezpłatnych gier francuskich; w szczytowym momencie popularności w 2016 roku grało w nią 60 milionów użytkowników.

## Rozgrywka
Głównym celem gry jest zdobycie kawałka sera i przeniesienie go do norki. Gracz kontroluje mysz za pomocą klawiszy kierunkowych, by biegać, kucać, skakać i wykonywać różne sztuczki, jak wspinaczka lub wślizg na lodzie. Gracz musi dotknąć sera, by go zdobyć. Następnie musi dobiec do nory, umieszczonej na mapie. Ilość serków i norek zależy od mapy. Gracze otrzymują punkty w tabeli wyników, która jest aktualizowana. Bonusowe punkty są przydzielane osobom, które były w norce pierwsze, drugie i trzecie.
Gdy jeden z graczy osiągnie najwyższy wynik, może zostać szamanem na następnej mapie. Największym obowiązkiem szamana jest pomoc innym myszom w zdobyciu sera i powrocie do nory. Szaman może wyczarowywać deski, pudła, kowadła, duchy (chwilowy wybuch w określonym miejscu) i balony. Może też tworzyć budowle, używając rozmaitych gwoździ (łączyć przedmioty).

System doświadczenia i poziomów został dodany 29 czerwca 2013 roku. Aby zdobyć wyższy poziom, myszy muszą zbierać ser i ratować myszy jako szamani. Po zdobyciu tysiąca uratowanych myszy, gracz może wybrać tryb gry „trudny”. W trybie trudnym, szaman nie może używać czerwonych gwoździ, ani ducha. Również gracz, grający w tym trybie, może stworzyć totem. Totem może składać się tylko z 20 obiektów, ale zezwolone jest użycie jednego czerwonego gwoździa. Skończony totem może zostać użyty cały czas na trybie trudnym, ale tylko jeden raz na jednej mapie. Po zdobyciu 5000 uratowanych myszy w normalnym trybie i 2000 w trudnym, gracz zdobywa tryb „boski”. To ulepszenie dodano 26 maja 2014 roku. Ku utrudnieniu, szaman używający tego trybu nie może używać czerwonych oraz żółtych gwoździ, duchów ani totemu.

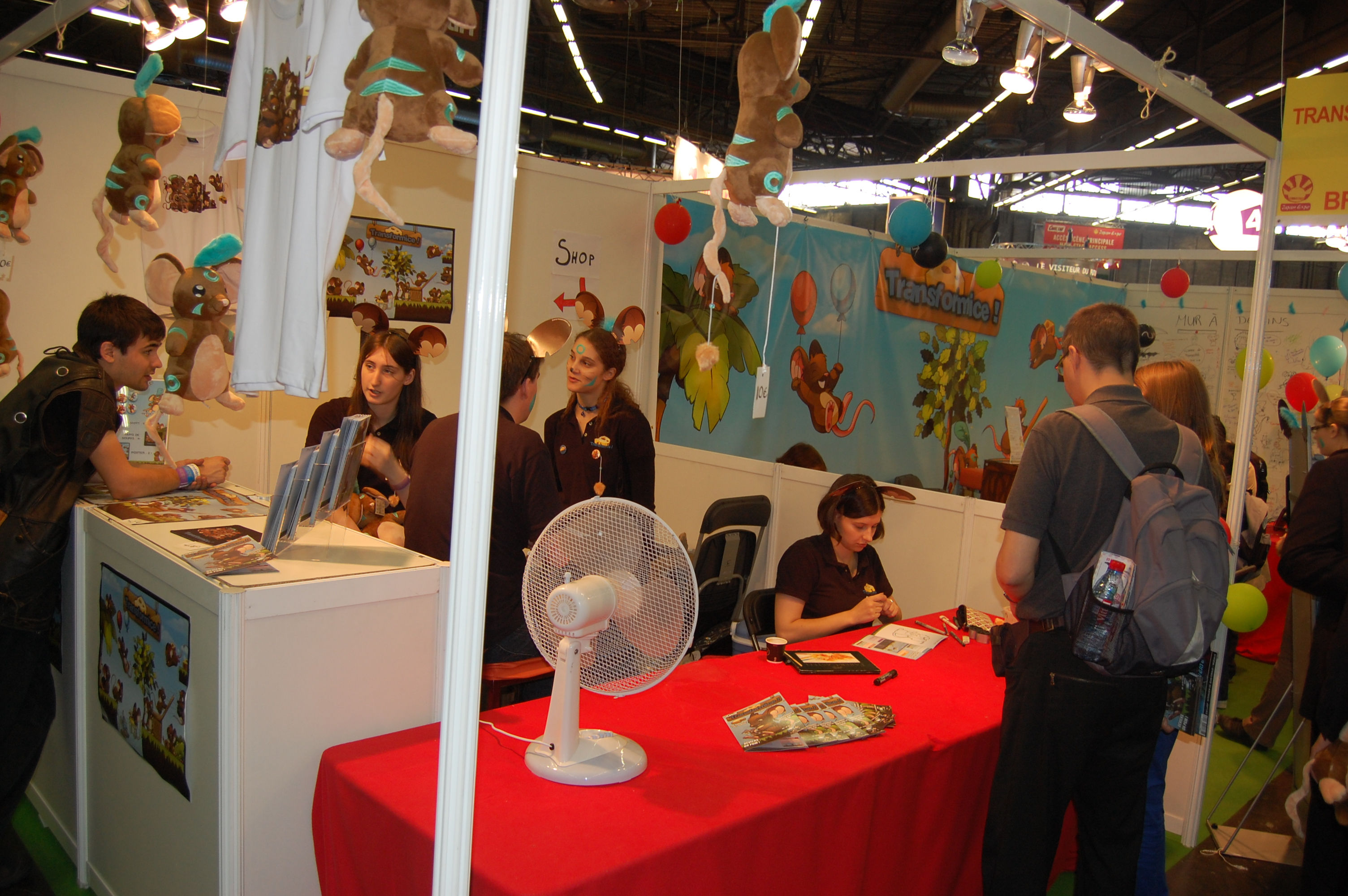
Stoisko Transformice – Japan Expo 2012

Trolling to część gry, o czym gracze są informowani w regulaminie gry. Część graczy decyduje się trollować działania szamanów lub innych myszy. Szamani mogą zabić myszy, używając kul armatnich oraz innych obiektów, budując lagujące konstrukcje, lub uniemożliwiać ukończenie mapy, blokując drogę. Normalni gracze mogą trollować grę, pozostając w jednym miejscu na długi czas, mogą również przesuwać budowle szamana poza mapę. Na niektórych mapach myszy mogą wypchnąć inne myszy lub szamana poza mapę.

## Pomysł
Gra została stworzona przez Melibellule (jej prawdziwe nazwisko to Mélanie Christin) oraz Tigrounette (jego prawdziwe imię to Jean-Baptiste Lemarchand). Tigrounette opracował kod gry, podczas gdy Melibellule zajęła się oprawą graficzną i wymyśliła założenia gry. Po ukończeniu prac nad grą, twórcy założyli własne studio, które nazwali Atelier 801.